# 清滝バイパス

清滝バイパス
(国道122号重複区間)
栃木県日光市清滝桜ヶ丘町

清滝バイパス（きよたきバイパス）は、栃木県日光市を通る国道120号（国道122号重複）のバイパスである。
なお、旧道は栃木県道277号小来川清滝線および日光市道となっている。

## 概要
- 起点：栃木県日光市清滝（清滝交差点）
- 終点：栃木県日光市細尾（細尾大谷橋交差点）
- 車線数：全線片側1車線
- 開通年：1973年

## 交差する道路
- 日光宇都宮道路清滝インターチェンジ
- 栃木県道277号小来川清滝線

## 沿線施設
- UACJ日光製造所
- 古河電気工業日光事業所
- 清滝郵便局